# ポーラー・タイ

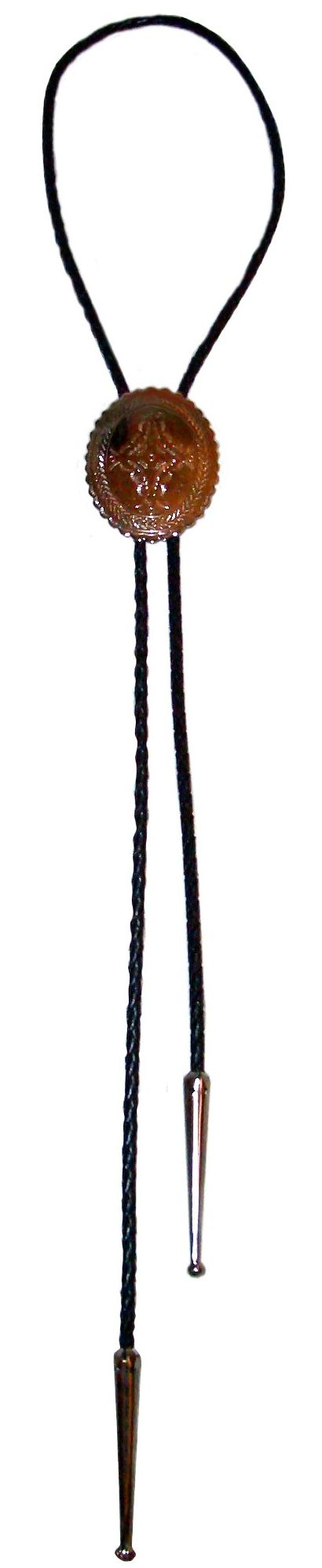
ポーラータイ

ポーラー・タイ（英語: Poler Tie）とは、略礼装に用いられている、紐状のネクタイのことである。ポロタイ、ボロタイ、ループタイ、ロープタイとも言う。

## 概要
頭からタイを通し、長さを調整する。ネクタイが落ちないように紐の先端にアグレットという金具が付いている。

## 歴史
アリゾナ州ウィッケンバーグの銀細工師ヴィクター・シーダースタッフが1940年代後半にポーラー・タイを考案したと主張し、彼のデザインは後に特許を取得した。
日本では1973年に省エネルックが流行し、ネクタイの代用として着用されたのをきっかけに普及した。現在はクール・ビズとして会社員が身につけたり、パリコレクション等でも使用された事によりネックレス感覚でアクセサリーとして使用されるようになった。

## さまざまなポーラータイ

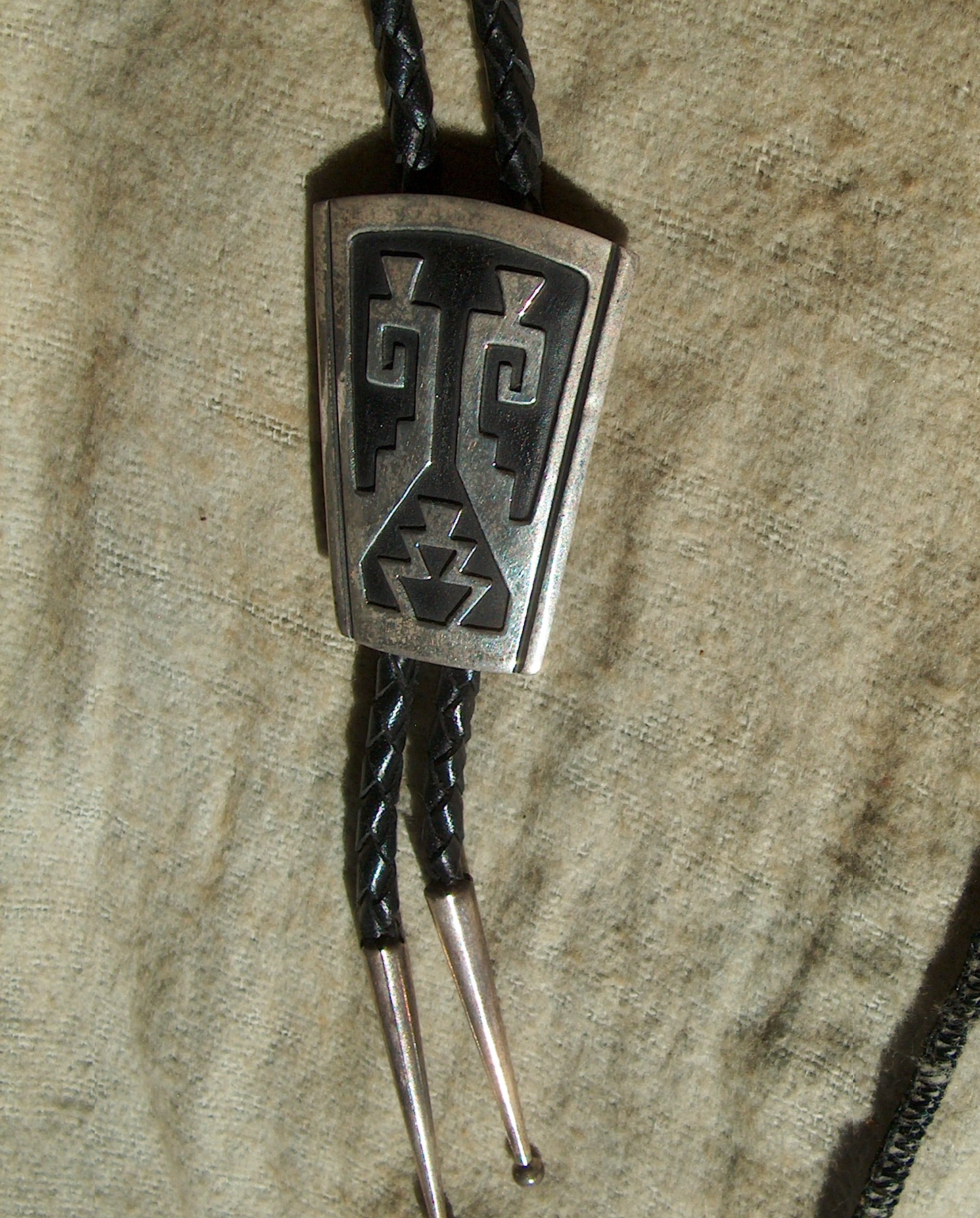
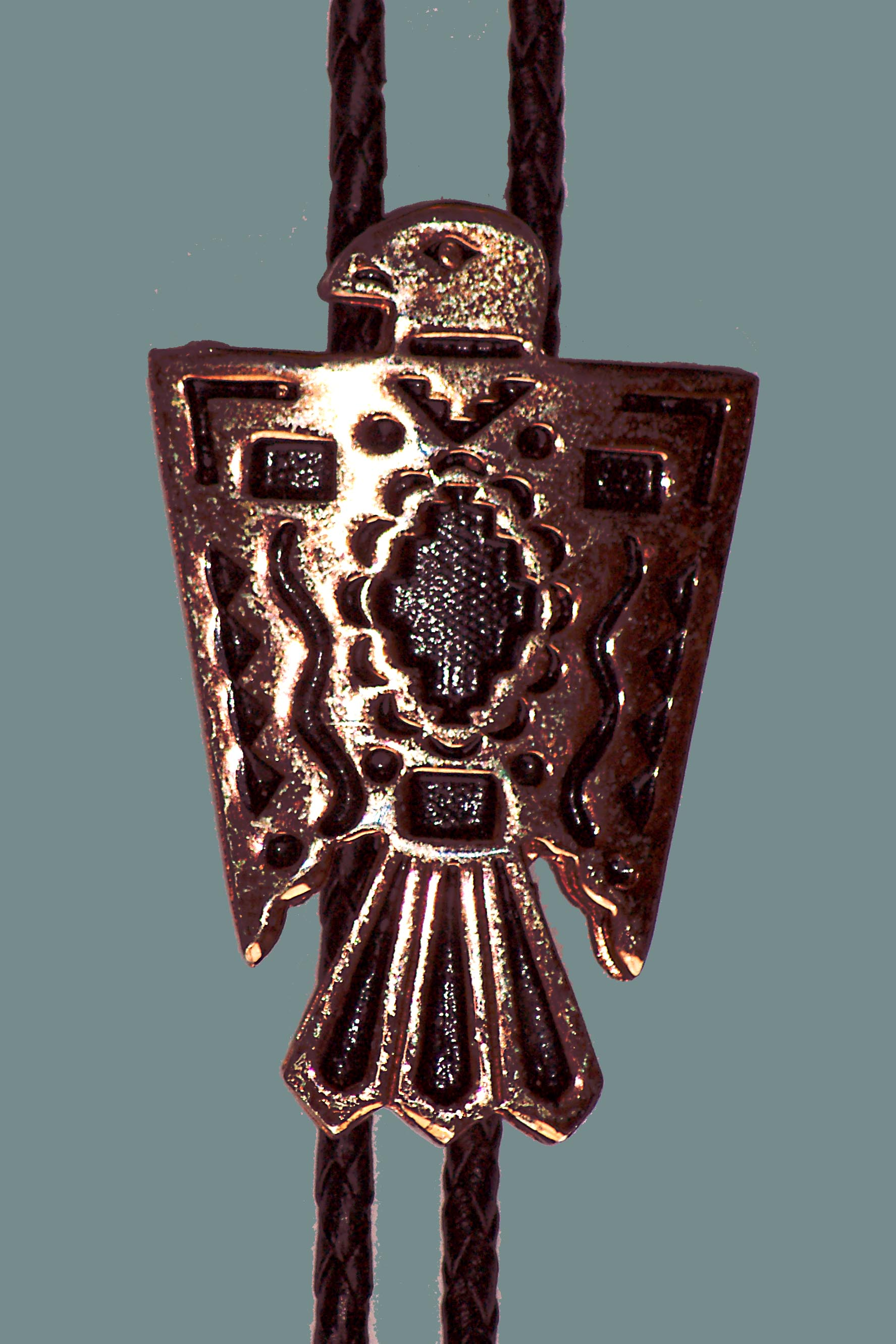
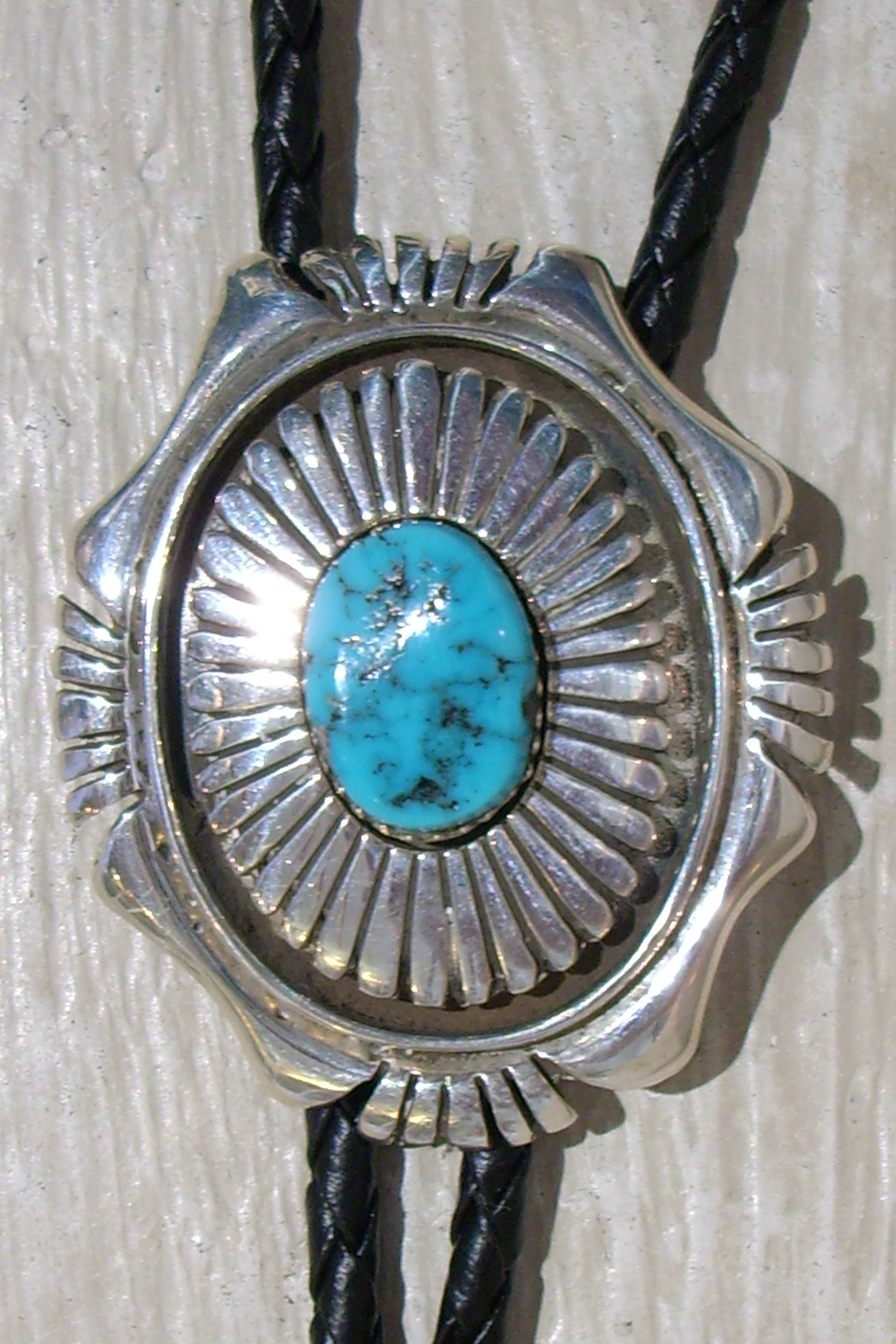
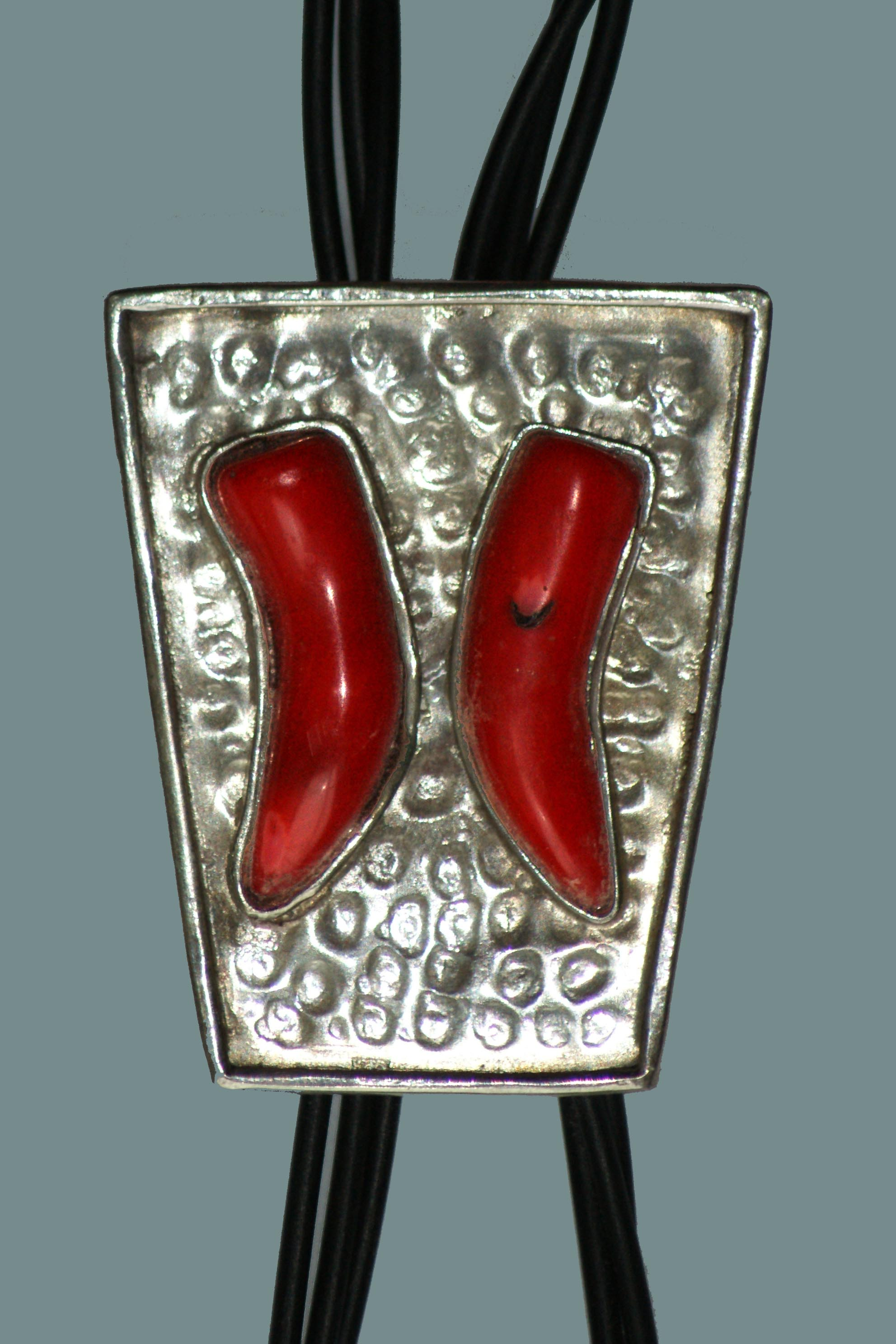